# Techirghiol
Techirghiol (pronunciació en romanès: [ˈTekirɡjol], nom històric: Tekirgöl) és una ciutat del comtat de Constanța, al nord de la Dobruja (Romania).

## Etimologia
El nom deriva del turc Tekirgöl que significa "el llac de Tekir". Segons una llegenda, un vell cec i paralitzat anomenat Tekir i el seu vell ruc van arribar a la vora del llac per error. Intentant treure el seu tossut animal del fang, Tekir es va curar miraculosament perquè pogués veure i caminar de nou amb normalitat. Des de llavors el llac s'ha fet famós per les seves propietats curatives.
Tekir i el seu ruc apareixen en una estàtua situada al centre de la ciutat.
El nom també significa (en turc) "Llac de ratlles" (tekir - ratllat i göl - llac). Això es deu a la salinitat del llac; quan bufa el vent, apareixen franges blanques de sal a la superfície del llac.

## Ubicació
La ciutat es troba a l'extrem sud-est de Romania (comtat de Constanța), situada a la riba nord-oest del llac Techirghiol (11,6 km²), a 18 km al sud del municipi de Constanța i molt a prop del mar Negre (3 km).
A Techirghiol els hiverns són suaus i els estius càlids, dominant el cel clar (el sol brilla més de 2.400 hores cada any).

## Història
Techirghiol es va marcar per primera vegada al mapa del país el 1893, però es va desenvolupar constantment després del 1912, establint-se com una ciutat termal.
El 1891 va obrir les portes Hagi Pandele, el primer establiment hoteler i de banys freds de la ciutat. El 1900 es va iniciar l'extracció de fang terapèutic i això va conduir a la construcció de molts establiments de bany i hotels.
Després de la Primera Guerra Mundial, el 1920, Techirghiol va començar a convertir-se en una atracció turística molt popular a causa del seu famós fang terapèutic.

## Centre de Balneoteràpia Techirghiol
El fang sapropèlic del llac Techirghiol és la joia del complex. El 1924, a l'Exposició Universal de París, el fang de Techirghiol va rebre la medalla d'or. Alphons Saligny va ser el primer a estudiar l'ús terapèutic del fang; després d'això, l'Institut Romanès de Balneologia ho va aprovar i durant la dècada de 1930, els estudis realitzats per Alphons Saligny i l'Institut van ser la base d'una sòlida prova científica sobre les accions terapèutiques del fang sapropèlic de Techirghiol i la metodologia d'aquests tractaments.
El fang sapropèlic de Techirghiol s'utilitza calent per a diferents tipus de procediments:
- Embolcalls
- Cataplasma
- Aigua barrejada, per a banys a banyeres
- Massatge

També es recomana l'ús de fang terapèutic per a:
- Millor elasticitat de la pell,
- Hidratació per a l'enfortiment cel·lular i per a la prevenció de la sequedat.
- Curació de la pell (en casos de psoriasi i èczema).
- Un millor estat de benestar i relaxació.
- Millora del dolor derivat d'accidents anteriors, així com de reumatismes i immobilitats musculars.
- La desintoxicació general de l'organisme es pot aconseguir fàcilment després d'una sèrie de massatges generals amb fang, o després d'una cura d'embolcalls a la comoditat de casa seva, o en un saló especialitzat o a la vora del mar.

## Llocs d'interès
- Llac Techirghiol
- Monestir "Santa Maria"
- Centre de Balneoteràpia Techirghiol
- Església catòlica dedicada a sant Conrad de Parzham
- Estàtua de bronze de Sant Pantelimon
- Club Nàutic Romanès

## Demografia
Segons el cens del 2011, Techirghiol tenia: 5.646 romanesos (82,48%), 8 hongaresos (0,12%), 27 gitanos (0,39%), 336 turcs (4,91%), 615 tàtars (8,98%), 6 lipovans (0,09%), 17 aromans (0,25%), 184 d'altres ètnies (2,69%) i 6 amb ètnia no declarada (0,09%).

## Fills il·lustres
- Jean Constantin, actor romanès